# Tricladium attenuatum
Tricladium attenuatum är en svampart som beskrevs av S.H. Iqbal 1971. Tricladium attenuatum ingår i släktet Tricladium och familjen Helotiaceae.   Inga underarter finns listade i Catalogue of Life.